# Sayed Badreya

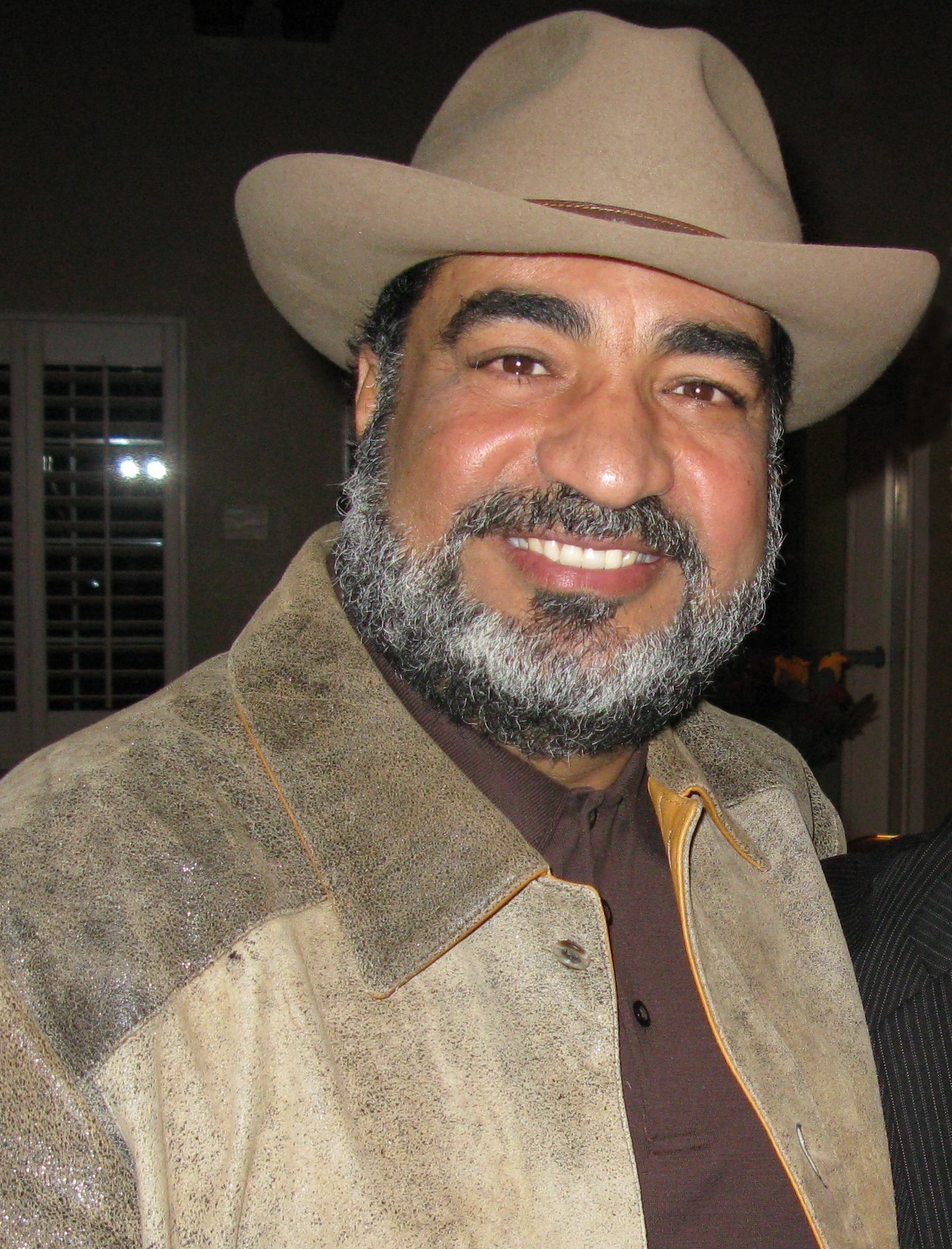
Sayed Badreya (2009)

Sayed Badreya (* 4. Februar 1957 in Port Said) ist ein Schauspieler, Filmproduzent und Drehbuchautor, der in Ägypten geboren wurde.

## Leben
Badreya wuchs in Port Said auf und fand durch das Theater in seine ersten Rollen. Er ließ sich an der Filmschule der New York University ausbilden, arbeitete für Anthony Perkins und später für James Cameron in True Lies.
Badreya gründete die Produktionsfirma Zoom In Focus, um Filme über die amerikanisch-arabische Beziehung zu drehen, wie The Interrogation, der beim New York International Film Festival ausgezeichnet wurde.
Erst 2007 erhielt er seine erste Rolle in einem englischsprachigen Film, AmericanEast, bei dem er auch als Co-Autor mitgewirkt hatte.

## Filmografie (Auswahl)
- 1987: Hot Shot – Der Weg zum Sieg (Hot Shot)
- 1993: Fire Line – Die große Chance (The November Man)
- 1994: Stargate
- 1995: Die perfekte Täuschung (Mirage)
- 1996: Independence Day
- 1996: Kingpin
- 1999: Deterrence
- 1999: Insider (The Insider)
- 1999: Three Kings – Es ist schön König zu sein (Three Kings)
- 2001: Alias – Die Agentin (Alias, Fernsehserie, eine Folge)
- 2001: Schwer verliebt (Shallow Hal )
- 2003: T for Terrorist (Kurzfilm)
- 2003: Unzertrennlich (Stuck on You)
- 2004: Soul Plane
- 2006: Numbers – Die Logik des Verbrechens (Numb3ers, Fernsehserie, eine Folge)
- 2008: Prisoners (Kurzfilm)
- 2008: Iron Man
- 2008: Leg dich nicht mit Zohan an (You Don’t Mess with the Zohan)
- 2009: Das Paradies der Mörder (El traspatio)
- 2009: Lost (Fernsehserie, eine Folge)
- 2011: Cargo
- 2011: This Narrow Place
- 2011: Tied to a Chair
- 2012: Der Diktator (The Dictator)
- 2012: Movie 43
- 2012: Die Stooges – Drei Vollpfosten drehen ab (The Three Stooges)
- 2012: Just Like a Woman
- 2015: Boiling Pot

## Auszeichnungen

### Nominierung
- 2011: Ashland Independent Film Festival als Bestes Ensemblespiel in This Narrow Place

### Gewonnen
2003: Boston International Film Festival für T for Terrorist